# Кривошей, Надежда Михайловна
Наде́жда Миха́йловна Кривоше́й (10 марта 1921, Петропавловка, Мохнатологовский сельсовет или Томская губерния — 17 июля 2005, Краснозёрское, Новосибирская область, Россия) — колхозница, звеньевая колхоза имени Карла Маркса, Герой Социалистического Труда (1947).

## Биография
Родилась 10 марта 1921 года в крестьянской семье в селе Петропавловка Томской губернии. В 1934 году в возрасте 13 лет вступила в колхоз имени Карла Маркса в родном селе. Работала дояркой. В 1944 году была назначена звеньевой полеводческого звена.
В 1946 году полеводческое звено под руководством Надежды Кривошей собрало по 20 центнеров зерновых вместо запланированных 7 центнеров. За этот доблестный труд она была удостоена в 1947 году звания Героя Социалистического Труда.
Избиралась депутатом Петропавловского сельского и Новосибирского областного советов народных депутатов.
Проработала в сельском хозяйстве 48 лет. После выхода на пенсию проживала в посёлке Краснозёрское Новосибирской области. Скончалась 17 июля 2005 года и была похоронена на местном кладбище.

## Награды
- Герой Социалистического Труда — указом Президиума Верховного Совета СССР от 19 марта 1947 года;
- Орден Ленина (1947);
- Медаль «За доблестный труд в Великой Отечественной войне 1941—1945 гг.».